# Записки Российского минералогического общества
Записки Российского минералогического общества (Записки РМО) — научный рецензируемый журнал по минералогии выпускаемый Российским минералогическим обществом с 1830 года в Санкт-Петербурге. Выходит 6 номеров в год
С 2007 года избранные статьи журнала в переводе на английский язык публикуются в качестве специальных выпусков журнала «Geology of Ore Deposits».

## История
Журнал менял свои официальные названия на:
- 1830—1842 — Труды Минералогического общества в Санкт-Петербурге (ч. 1—2, 1830—1842) и Schriften der St.-Petersburg gestifteten Russisch-Kaiserlichen Gesellschaft für die gesamte Mineralogie
- 1842—1858 — Verhandlungen der Russisch-Kaiserlichen Mineralogischen Gesellschaft zu St.-Petersburg
- 1858—1862 — Verhandlungen der Kaiserlichen Gesellschaft für die gesammte Mineralogie zu St.-Petersburg
- 1866—1915 — Записки императорского Санкт-Петербургского минералогического общества (вторая серия)
- 1918 год — Записки Минералогического общества (в 1916—1917 и в 1919—1922 годах журнал не печатался)
- 1923—1932 — Записки Российского минералогического общества (Зап. РМО)
- 1933—1947 — Записки Всероссийского минералогического общества (Зап. ВМО)
- 1948—1991 — Записки Всесоюзного минералогического общества (Зап. ВМО)[5]
- 1992—2004 — Записки Всероссийского минералогического общества (Зап. ВМО)[6]
- с 2005 года — Записки Российского минералогического общества (Зап. РМО; англ. Proceedings of the Russian Mineralogical Society).

## Описание
В журнале представлены научные статьи по минералогии, кристаллографии, геохимии, петрографии и учению о месторождениях полезных ископаемых, а также критика, обзоры и информация о научных конференциях.
Журнал входит в:
- Перечень ВАК
- Систему РИНЦ
- Web of Science (RSCI — Russian Science Citation Index)
- Scopus (c 2016 года)

Индексируются в базах данных Mineralogical Abstracts, MinAbs Online, GeoRef, GeoBase, Speleological Abstracts.